# 环带丽蚌
环带丽蚌（学名：Lamprotula zonata）为蚌科丽蚌属的动物，俗名大圆鸡、窝子、白玉蛤，是中国的特有物种。分布于安徽、江西等地，常生活于水深、冬季不干枯的湖泊河流以及泥底或泥沙底。